# Candida cylindracea
Candida cylindracea är en svampart som beskrevs av Koichi Yamada & Machida ex S.A. Mey. & Yarrow 1998. Candida cylindracea ingår i släktet Candida, ordningen Saccharomycetales, klassen Saccharomycetes, divisionen sporsäcksvampar och riket svampar.   Inga underarter finns listade i Catalogue of Life.